# Fermo Ghisoni da Caravaggio

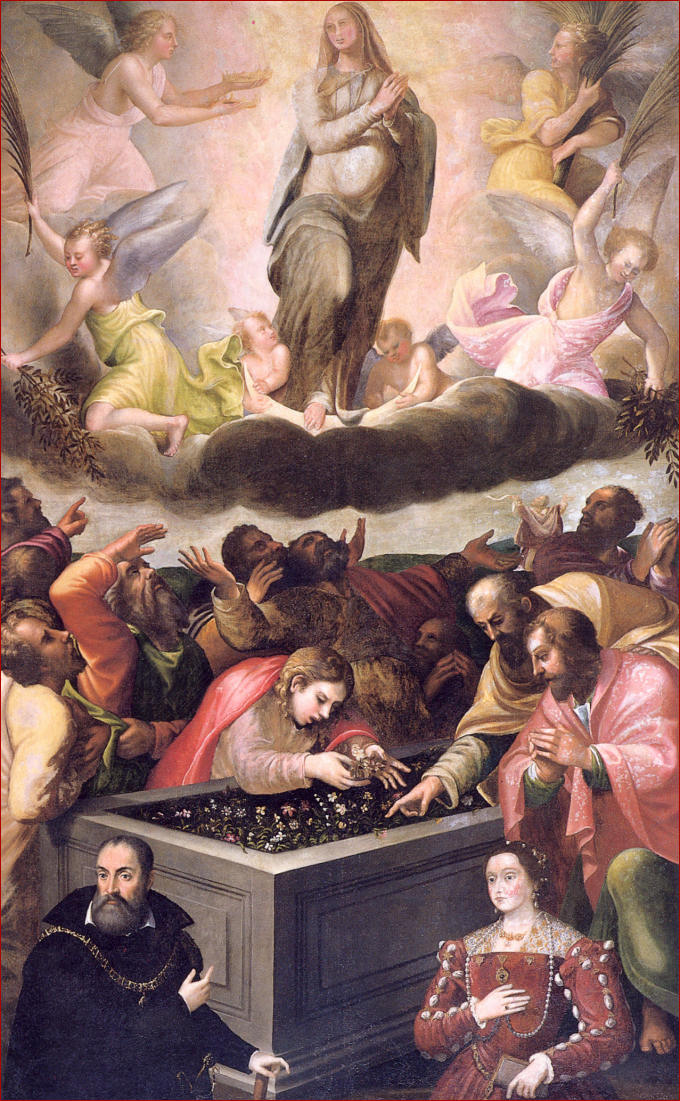
Assomption avec Ferrante Gonzaga au premier plan

Fermo Ghisoni da Caravaggio ou Fermo Ghisoni ou encore Fermo da Caravaggio (né en 1505 à Caravaggio, en Lombardie et mort à Mantoue en 1575), est  un peintre italien de l'école de Mantoue actif au XVIe siècle.

## Biographie
Fermo Ghisoni fut élève de Lorenzo Costa dit le Vieux et collaborateur de Giulio Romano à Mantoue.
En 1540 il se rendit à Parme, puis à Venise (1545) et à Rome
En  1541 son nom figure dans le contrat que Giulio Romano avait conclu avec les recteurs de l'église  Madonna della Steccata à Parme.
Giorgio Vasari parle de lui dans  Le Vite (édition de 1568).
« …Il suo ritratto ho avuto in Mantoa da Fermo Ghisoni pittor ecc[ellente], che mi affermò quello esser di propria mano del Costa, il quale di segnò ragionevolmente, come si può vedere nel nostro libro in una carta di penna in cartapecora, dove è il giudizio di Salamone et un San Girolamo di chiaro scuro, che sono molto ben fatti. … »
Dans la peinture de Fermo Ghisoni on retrouve le style et la continuité d'Andrea Mantegna, comme le prouvent les modèles décalqués qu'il a réutilisés (comme la Madonna della Tenerezza), les artistes, avec lesquels il a collaboré, en ayant tous fait de même.
C'est son mérite et celui des artistes contemporains si le style pictural issu de l'étude des auteurs classiques comme Titien, Corrège et Léonard de Vinci débouche un peu plus tard dans le théâtral, le plastique « naturel » des figures et dans la luminosité des peintures de Michelangelo Merisi (qui avec Fermo Ghisoni partageait les mêmes origines).

## Œuvres
- Décoration du Palais du Te  (salle des Chevaux, Psyché et les Géants) (entre 1527 et 1534), Mantoue. (avec Giulio Romano).
- Fresques de la salle de Troie, Palais Ducal, Mantoue. (avec Giulio Romano).
- Vocation des apôtres André et Pierre (œuvre perdue) (1545), Sainte Lucie et saint Jean évangéliste, cathédrale, Mantoue.
- Vierge et l'Enfant et Saints Bonaventure et François, chapelle Castiglioni, Santa Maria delle Grazie, Curtatone, Mantoue
- Vierge et l'Enfant et saints, église Santa Caterina, Mantoue.
- Madone avec saints, église des saints Fermo et Rustico, Caravaggio.
- Les volets du buffet d'orgue, basilique Santa Barbara, Mantoue.
- Rencontre de la Madone avec sainte Élisabeth et saints et  Vierge avec l'Enfant et les saints Ambroise et Bernard.
- Couronnement de la Vierge avec les saints Placide et Maurice, église Ognissanti, Mantoue.
- Adoration des bergers (1552), avec Girolamo Mazzola Bedoli, retable, église San Benedetto Po, maintenant au musée du Louvre.
- Assomption avec portrait de Ferrante Gonzaga (1556), retable, Santa Maria delle Grazie, Curtatone.
- Crucifix (1558), retable, chapelle Nuvoloni, église Sant'Andrea, Mantoue.

## Sources
- (it) Cet article est partiellement ou en totalité issu de l’article de Wikipédia en italien intitulé « Fermo Ghisoni da Caravaggio » (voir la liste des auteurs).